# 佐野広
佐野 広（廣、さの ひろし、1904年（明治37年）9月28日 - 1980年（昭和55年）1月19日）は、昭和期の実業家、政治家。参議院議員。旧姓は永井。

## 経歴
島根県大原郡春殖村（大東町を経て現雲南市）で、永井伊太郎の三男として生まれる。1925年（大正14年）弁護士佐野正雄の養子となった。旧制山口高等学校を経て、1932年（昭和7年）京都帝国大学法学部法律学科を卒業した。
1933年（昭和8年）出雲電気に入社。その後、代議士櫻内幸雄の秘書となる。戦後、中国電力島根支店次長、同東京支社長を歴任。その他、島根県農村電化協会会長、同体育協会理事長、日本バレーボール協会参与、ラジオ山陰（現山陰放送）相談役、民主党島根支部連幹事長、自由民主党島根支部連会長などを務めた。
大達茂雄の死去に伴い、1955年（昭和30年）11月に実施された第3回参議院議員通常選挙島根県地方区補欠選挙に無所属で出馬して初当選。1959年（昭和34年）6月の第5回通常選挙に自民党公認で出馬して再選され、参議院議員に連続2期在任した。この間、参議院自民党副幹事長、地方制度調査会委員、売春対策審議会委員、第2次岸内閣大蔵政務次官、参議院大蔵委員長などを務めた。
その後、第7回、第9回通常選挙に立候補したがいずれも落選。1971年（昭和46年）の第9回通常選挙の際には、選挙事務所局長ら有力運動員3人が買収容疑で逮捕。さらに運動員らに数百万円を渡して票の取りまとめを依頼した夫人も書類送検されている。
政界引退後は、運輸審議会委員、新東京国際空港公団理事などの公職を歴任した。1974年（昭和49年）秋の叙勲で勲二等旭日重光章受章。
1980年（昭和55年）1月19日死去、75歳。死没日をもって正四位に叙される。